# Amon Tobin
Amon Adonai Santos de Araujo Tobin (Rio de Janeiro, 7 de fevereiro de 1972) é um DJ e produtor brasileiro de música eletrônica.
Radicado em Londres desde o início da década de 1990, reside atualmente no Canadá. É conhecido pelo uso de bases rítmicas do drum'n'bass, fundindo-a com o jazz e o hip-hop. No seu primeiro disco usou o pseudônimo Cujo. É tido pelo site All Music Guide como um dos mais originais artistas em atuação na música eletrônica.

## Estilo
Antes de assinar com o selo inglês Ninja Tune, especializado em música eletrônica, em 1996, Tobin lançou quatro EPs, pela HOS, e um álbum, Adventures In Foam, pela Ninebar Records.
O estilo dos seus primeiros trabalhos diferem muito da música que o tornaria conhecido como DJ e produtor. Na verdade, Tobin não começou exatamente como um DJ. Experimentações com um sequenciador e um teclado Casio resultaram em um som que se poderia caracterizar como um techno em câmera lenta. Só no primeiro álbum, produzido com  mais recursos técnicos, ele assumiria totalmente a influência do jazz, abusando de metais e beats sincopados.
O resultado varia entre algo parecido com trilhas sonoras sombrias e um introspectivo ambient, compostos de maneira complexa e orgânica. Outras influências, como música brasileira, hip hop e blues, porém, diferenciam o seu trabalho do de outros produtores contemporâneos de drum'n'bass.

## Álbuns
- Adventures in Foam (1996) - (ainda como Cujo)
- Bricolage (1997)
- Permutation (1998)
- Supermodified (2000)
- Out From Out Where (2002)
- Chaos Theory - Splinter Cell: Chaos Theory Soundtrack (2005) - (juntamente com Jester Kyd)
- Foley room (2007)
- ISAM (2011)

## Singles e EPs
- Curfew (1995) (como Cujo)
- Salivate EP (1996) (como Cujo)
- Break Charmer EP (1996) (como Cujo)
- Creatures (1996)
- Chop Samba (1997)
- MIssion (1997)
- Piranha Breaks (1997)
- Like Regular Chickens (1998)
- Slowly (2000)
- 4 Ton Mantis (2000)
- Verbal (2002)
- Verbal (remixes) (2003)
- Collaborations EP (2003)
- Verbal Remixes and Collaborations EP (2003)

## Colaborações e gravações ao vivo
- Verbal Remixes & Collaborations (2003)
- Solid Steel Presents Amon Tobin: Recorded Live (2004)